# آرتور فرید
آرتور فرید (انگلیسی: Arthur Freed؛ ‏ ۹ سپتامبر ۱۸۹۴ – ۱۲ آوریل ۱۹۷۳) یک موسیقی‌دان اهل ایالات متحده آمریکا بود.
از فیلم‌ها یا برنامه‌های تلویزیونی که وی در آن نقش داشته‌است، می‌توان به ترانه ۱۹۳۶ برادوی، تا زمانی که ابرها کنار بروند و عروسی سلطنتی اشاره کرد.

## ژانر موزیکال
فرید که خود یک ترانه‌سرای حرفه‌ای بود، معتقد بود که قطعات تولید موزیکال باید با دیالوگ و طرح فیلم ادغام شوند، نه اینکه به عنوان میان‌پرده‌های مستقل باشند. از نظر تئوری، این بدان معنا بود که آهنگ‌ها و رقص‌ها باید به پیشبرد روایت کمک کنند، اما در عمل، این امر منجر به قرارداد غیرواقعیِ ناگهان آواز خواندن یک شخصیت با کوچک‌ترین تحریک دراماتیک شد.